# Isaac Israel Hayes
Isaac Israel Hayes (Condado de Chester, Pensilvania, 5 de marzo de 1832 - Nueva York, 17 de diciembre de 1881) fue un médico y explorador del Ártico estadounidense. 

## Biografía
Isaac Israel Hayes nació en el condado de Chester en 1832, descendiente de una familia de Oxfordshire que se había trasladado allí en el siglo XVIII. Asistió a la Academia Westtown entre 1838 y 1848 y luego completó sus estudios de medicina en la Universidad de Pensilvania.

### La expedición de Kane (1853-1855)

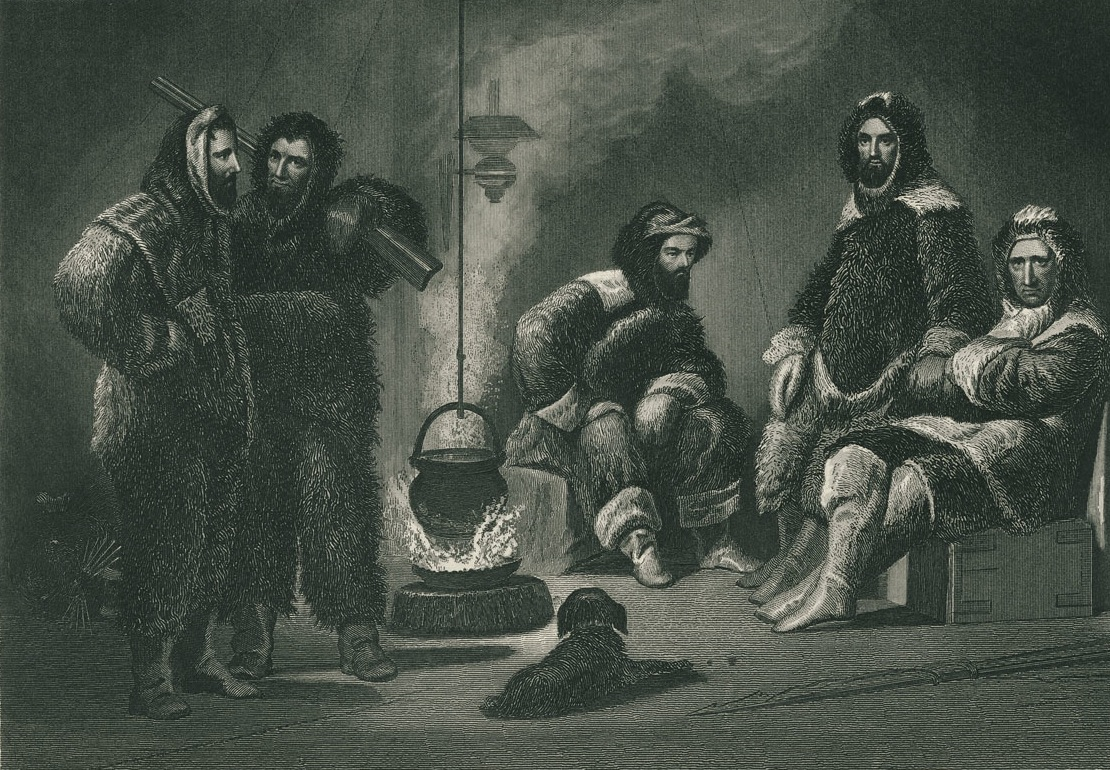
Segunda invernada en Groenlandia. («Life In The Brig: Second Winter», grabado de J.M. Butler basado en un apunte de Kane. Apareció en el libro de Kane, Arctic Explorations, Filadelfia, 1856).

Interesado en la exploración del ártico, Hayes se incorporó como cirujano en la expedición de 1853 dirigida por Elisha Kent Kane, también médico, para buscar a John Franklin. Esa segunda expedición de Kane, financiada por el magnate naviero Henry Grinnell (1799-1874) y por George Peabody, zarpó de Nueva York 31 de mayo de 1853 con un único barco, el Advance, y una tripulación de 18 hombres. Llegaron al puerto ballenero de Upernavik, en la costa occidental groenlandesa, el 17 de julio, e incorporaron dos tripulantes más. Pasaron el cabo de York el 4 de agosto y siguieron al norte a lo largo de la costa de Groenlandia, cruzando las aguas del Smith Sound, pero los fuertes vendavales y grandes témpanos, con la banquisa formándose ya, los llevaron, el 24 de agosto, a buscar refugio en Van Rensselaer Harbor (78°37′N 70°40′O / 78.617, -70.667). La tripulación se preparó para el invierno construyendo en la costa un almacén para víveres e hicieron una cubierta de madera para proteger el barco y una jaula para los perros. Al mismo tiempo, la tripulación fue espiada por varios cazadores inuit de Etah que hacían su recorrido estival. Etah, un pequeño asentamiento a tan solo 70 millas al sur, en la costa de bahía Hatherton (ribera oriental del Smith Sound) era en ese momento el asentamiento inuit más septentrional del mundo y fue abandonado por las duras condiciones climáticas, 78°19′N 72°28′O / 78.317, -72.467. Se les invitó a bordo, compartiendo morsa cruda que los inuit habían traído consigo. Con la ayuda de Carl Christian Petersen, un danés miembro de la tripulación que hablaba con fluidez su lengua (el inuktitut), Kane fue capaz de comunicarse con los inuit, recabando su ayuda para el próximo invierno. Muchos perros murieron durante el invierno y el escorbuto hizo su aparición, pero afortunadamente no murió ningún tripulante. Kane dispuso la recogida de registros meteorológicos de acuerdo a unos protocolos desconocidos en los viajes polaresen ese momento. 
En la primavera del año siguiente comenzaron las partidas de búsqueda y los estudios de reconocimiento geográfico. Isaac Hayes y William Godfrey partiendo el 20 de mayo, lograron, en doce días de travesía cruzar las aguas heladas de la actual cuenca Kane y fueron capaces de cartografiar un tramo de costa de isla Ellesmere y llegar a 79°43" N, a las proximidades del cabo Fraser. Hayes fue el primer explorador en poner sus pies en esas latitudes tan al norte de Ellesmere, que bautizó como tierra de Grinnell. Otros dos miembros de la expedición, Hans Hendrik y William Morton, en otra partida a través de la costa groenlandesa, lograron atravesar el glaciar Humboldt y consiguieron alcanzar la parte sur del cabo Constitución el 24 de junio (alrededor de 80°35′ N), en la ribera oriental del canal Kennedy. Desde una altura unos 460 m, mirando al norte, vieron abiertas las aguas tan lejos como su vista podía alcanzar, probablemente hasta el cabo Lieber (81°32′ N): habían encontrado el canal de Kennedy abierto, una condición que se da nueve de cada diez años, y que ellos supusieron llevaba directo al esperado mar polar abierto («Open Polar Sea»). Kane intentó llegar a este punto y comprobarlo por sí mismo, pero el invierno se echó encima y las duras condiciones del hielo se lo impidieron. 
En julio de 1854, el hielo aún aprisionaba la bahía de Rensselaer y Kane consiguió mantener con vida a sus hombres gracias a la ayuda de los inuit. A fines de ese mes, el 28 de agosto, tras el aprovisionamiento, ya estaba claro que el barco no iba a quedar libre. Varios miembros de la tripulación comenzaron a hablar de un plan de escape y Kane no podía, en conciencia, obligarlos a permanecer: anunció el 23 de agosto que en caso de que cualquiera desease marchar, él no iba a detenerlos. Solo cinco eligieron permanecer: a los demás les hizo firmar documentos que acreditasen que eran desertores y que Kane ya no era responsable de ellos. Kane, para su honra y logrando refrenar su ira, deseó a los hombres buena suerte y les aseguró que en el caso de que decidieran regresar, serían bien recibidos. Hayes con otros ocho miembros de la expedición, los más fuertes, dejaron a Kane el 5 de septiembre y emprendieron el camino hacia el sur, con el objeto de llegar a Upernavik, a 800 km, prefiriendo el peligro de ese viaje a pasar un segundo invierno en el hielo. Kane se dispuso a pasar un nuevo invierno, que esperaba no sería tan duro como el anterior ya que habían aprendido valiosas lecciones y contaban con el auxilio de los inuit. Sin embargo, los expedicionarios a pie, después de grandes sufrimientos, y con la ayuda de los inuit que les condujeron en la larga noche polar, regresaron al Advance el 12 de diciembre, en un estado de casi total inanición. Kane los recibió amablemente, aunque la partida de Hayes pareció a muchos casi una deserción. Hayes tenía problemas de congelación en los dedos de un pie, y el mismo Kane se los amputó. 
Los inuit también lo pasaron mal ese invierno y el grupo de Kane preparó una expedición de caza conjunta con ellos para abatir una morsa, lo que permitió a ambos grupos sobrevivir hasta que mejoró el tiempo. Ese segundo invierno volvió el escorbuto y cuando llegó la primavera la tripulación estaba en un estado deplorable. La única opción era abandonar el barco, e intentar alcanzar en los botes Upernavik. Partieron el 20 de mayo sobre trineos y arrastrando los botes, llegando a mediados de junio a Etah. El 17 de junio partieron y lanzaron los botes en aguas abiertas, cerca del cabo Alexander. Con esfuerzos infatigables, la tripulación, en parte herida y con algunos inválidos, logró trasladar los registros e instrumentos más importantes, en un recorrido de más de 80 km por un rugoso y difícil campo de hielo. Fue una travesía muy peligrosa, con fuertes vientos y nevadas entre icebergs y témpanos. Doblaron el cabo York el 21 de julio y, avanzando rápidamente hacia el sur por la bahía de Melville entre el hielo rápido, fueron avistados por un ballenero danés que les llevó el 6 de agosto de regreso a Upernavik. Kane regresó a Nueva York el 11 de octubre de 1855.
La búsqueda de Franklin fue infructuosa, pero esa expedición de Kane aumentó mucho los conocimientos de las tierras árticas. Sus observaciones fueron más valiosas y completas que las de cualquier expedición anterior, ampliando nuevas tierras, las más septentrional en su día, y dando a conocer al mundo la vida y las costumbres del asentamiento esquimal Etah. La expedición perdió solo tres hombres y paso a los anales de la exploración del ártico como el arquetipo de victoria sobre la derrota. Al año siguiente, Kane publicó un libro en dos volúmenes, Arctic explorations: The second Grinnell expedition in search of Sir John Franklin, 1853, 54, 55, en el que detalla las privaciones y penurias que tuvieron que soportar y permite conocer en detalle la calidad de su liderazgo, y en el que se ve su atención a las cuestiones diplomáticas, como la relación con los inuit y el tratamiento humano que dio al episodio de secesión del grupo de Hayes. 

### La expedición de 1860-1861
Fallecido prontamente Kane, Hayes parecía el americano mejor preparado para ir de nuevo al ártico, ya un tanto olvidado su comportamiento casi sedicioso. En julio de 1860 Hayes fue puesto al mando de su propia expedición, financiada nuevamente por Grinnell, que partió de Boston a bordo de la goleta Estados Unidos. Tenía la esperanza de acercarse al polo a través del Mar Polar Abierto, que habían visto en 1855 y que creía existía al norte del paralelo 85°. La expedición científica se vio enseguida mermada por la muerte de su astrónomo, August Sonntag, que también había estado en la expedición de Kane. Sonntag, con el guía inuit Hans Hendrik (también participante con Kane), había hecho un intento vano de viaje para conseguir más perros después de que los suyos habían sido afectados por una epidemia de rabia ártica (Hayes hizo uno de los primeros estudios clínicos de esta epizootia, que aún no ha sido explicado por completo, ya que los síntomas, afectación del sistema nervioso central y de la actividad motora, no iban acompañados de la habitual hidrofobia). 
La expedición regresó a Nueva York, en 1855. En su publicación An Arctic boat journey (Un viaje en barco en el Ártico) dio una descripción gráfica de las dificultades que había experimentado y una excelente historia clínica de las diversas formas de escorbuto que habían matado a muchos de los tripulantes. 
Pese a ello, Hayes logró completar el estudio de la tierra Grinnell y afirmó haber llegado más al norte que nunca, en la costa de isla de Ellesmere a 81°35′N, 70°30′ O. Más tarde se comprobó que esta posición corresponde con el interior de Ellesmere, y no a la costa, y que el mapa de Hayes de esa parte de Ellesmere al norte de 80° N estaba totalmente equivocado. Hay dudas de si sería por falta de pericia en la navegación —había considerado observaciones de sextante del Sol posteriores a mediodía como si hubieran sido tomadas al mediodía— o si se trataría de una simple impostura y falsificación consciente. En cualquier caso, parece demostrado que su punto más lejano de 1861 se encontraba en cabo Collinson, a menos de 10 millas al norte de los 80°, y que nunca llegó siquiera a navegar por el canal de Kennedy.

### Años de la Guerra Civil
La posible guerra civil estadounidense, sin embargo, había venido preocupando a los estadounidenses y disminuyó el interés por los informes de los descubrimientos de Hayes. En la Guerra Civil, Hayes estuvo al frente del Satterlee Hospital, un gran hospital de 4500 camas del ejército de la Unión en Filadelfia y ascendió de mayor a coronel. Después de la desmovilización, abandono de la práctica de la medicina y se metió en negocios en una compañía naviera de Nueva York. Mantuvo, sin embargo, su interés en el Ártico, dedicando mucho tiempo a la escritura y la docencia. En 1867 publicó The open polar sea, y en 1868 Cast away in the cold, un libro para niños.

### Tercera expedición ártica
La tercera y última expedición ártica fue a Groenlandia en 1869, a bordo del bergantín Panther. El viaje fue financiado por William Bradford, un conocido artista de marinas y escenas del ártico, que asumió la labor de fotografía e ilustración de la expedición. Hayes quería hacer después observaciones geográficas y geológicas, en especial de glaciología, y publicó un trabajo de esa expedición en The land of desolation en 1871. También presentó ilustraciones y fotografías de la expedición, incluidas las de William Bradford, en The Arctic regions (Londres, 1873). 

### Últimos años
Después de la expedición a Groenlandia Hayes trabajo como profesor, colaborador en periódicos y escritor. Entró en política y de 1875 hasta su muerte en 1881, fue representante republicano en la asamblea del Estado de Nueva York. Nunca perdió contacto con la exploración y fue un miembro activo de la «American Geographical Society of New York» (Sociedad Geográfica Americana de Nueva York) y un estrecho colaborador de su presidente, Charles Patrick Daly. Influyó en la decisión de patrocinar su primera expedición ártica, una búsqueda de los archivos y registros de la pérdida de expedición de Franklin. A pesar de que Hayes esperaba dirigir la expedición, dio su total apoyo al elegido, el teniente Frederick Schwatka.

## Reconocimientos
Los logros de Hayes en la exploración del Ártico fueron considerados muy importantes en la época y recibió las medallas de oro de la Sociedad de Geografía de París y de la Royal Geographical Society (Londres). Hoy se sabe que casi todas sus observaciones geográficas no eran ciertas, pero aún permanecen sus observaciones clínicas del escorbuto y las de los glaciares de Groenlandia. El logro más importante de Hayes, al igual que los de Charles Francis Hall y Elisha Kent Kane, fue contribuir a explorar lo que podría llamarse la ruta americana («American route»), que más tarde fue utilizada por Robert Peary para alcanzar el Polo Norte. 
Hayes fue un defensor de la teoría del mar polar abierto, un error general al que otros también se adhirieron. Ahora se sabe que el canal Kennedy, que había visitado en 1860, y otras partes del océano Ártico están a veces imprevisiblemente abiertas en el invierno. Hayes y otros exploradores, simplemente extrapolaron a partir de esas observaciones la conclusión de que el océano Ártico está siempre abierto cerca del polo.
La cordillera de los Estados Unidos (United States Range), en la isla de Ellesmere, lleva ese nombre en honor a su barco, el United States. 
La Isla Hayes (Ostrov Kheysa), una de las islas del archipiélago de Tierra de Francisco José (Rusia) lleva el nombre de Isaac I. Hayes.

## Obras de Hayes
- 1859: Observations upon the relations existing between food and the capabilities of men to resist low temperatures (Filadelfia, 1859).
- 1860:  An Arctic boat journey, in the autumn of 1854 (Boston, 1860).
- 1861:  «Lecture on Arctic explorations», Smithsonian Institution, Annual report (Washington), 1861: 149-160.
- 1862:  «Report of Dr Hayes’ Arctic expedition», American Philosophical Soc., Proc. (Filadelfia), 8 (1861–62): 383-393.
- 1867: The open polar sea: a narrative of a voyage of discovery towards the North Pole, in the schooner “United States” (Nueva York, 1867).
- 1867:  «Physical observations in the Arctic seas...», ed. C. A. Schott, Smithsonian Contributions to Knowledge (Washington), 15 (1867), artículo V.
- 1868: Cast away in the cold; an old man’s story of a young man’s adventures, as related by Captain John Hardy, mariner (Boston, 1868).
- 1870:  «Address on Arctic exploration, delivered November 12, 1868», American Geographical and Statistical Soc., Journal (Nueva York), 2, pt. ii (1870): 1-31.
- 1871: The land of desolation: being a personal narrative of adventure in Greenland (Londres, 1871).
- 1880:  «Remarks», American Geographical Soc. of New York, Journal (Nueva York), 12 (1880), 258-273.
- 1881: Pictures of Arctic travel... Greenland (Nueva York, 1881).